# وادي المياه
وادي العجمان، وهو وادٍ يقع شرق الجزيرة العربية يحده سهل الخليج العربي شرقاً وهضبة الصمان غرباً وبلدة النعيرية شمالاً ويقطع هذا الوادي طريق الرياض الدمام متجهاً لمدينة بقيق. تنتشر على ضفاف الوادي العديد من القرى والهجر كالصرار وحنيذ وعريعره ونطاع.

## الوادي قديماً
كان الوادي يُعرف بالستار، وقد ذُكر في معجم البلدان بالقول الآتي:«الستار بكسر أوله وأخره راء هو ناحية البحرين ذات قرى تزيد على المائة لبني جبل امرؤ القيس بن زيد بن مناة، وافناه سعد بن زيد بن مناة، منها ثاج والستار جبل بالعالية في ديار بني سليم حذاء صفينة...».

## البداية والنهاية للوادي
يبدأ الوادي من قرية الكهفة شمال غرب الوادي، وينتهي بقرية أم العراد جنوب شرق، ويتكون من عدة مدن وقرى.